# Ходарковский, Борис Петрович
Борис Петрович Ходарковский — советский хозяйственный, государственный и политический деятель, Герой Социалистического Труда.

## Биография
Родился в 1931 году в Винницкой области. Член КПСС.
С 1949 года — на хозяйственной, общественной и политической работе. В 1949—1991 гг. — машинист компрессорного цеха Спасского цементного завода, солдат Советской Армии, машинист турбин ТЭЦ, машинист сырьевых мельниц в сырьевом цехе Спасского цементного завода Министерства промышленности строительных материалов СССР
Указом Президиума Верховного Совета СССР от 28 июля 1966 года за выдающиеся успехи, достигнутые в выполнении заданий семилетнего плана по развитию промышленности строительных материалов присвоено звание Героя Социалистического Труда с вручением ордена Ленина и золотой медали «Серп и Молот».
Почётный гражданин города Спасска-Дальнего. 
Делегат XXIV съезда КПСС.
Умер в Спасске в 2008 году.